# Kipfenberg
Kipfenberg is een gemeente en marktplaats in de Duitse deelstaat Beieren, en maakt deel uit van het Landkreis Eichstätt.
Kipfenberg telt 5.862 inwoners. Kipfenberg ligt langs de Limes. In augustus vindt het zogeheten "Limesfest" plaats.
Tot de gemeente Kipfenberg horen de volgende plaatsen:
| Plaats        | Inwoners |
| ------------- | -------- |
| Kipfenberg    | 1709     |
| Arnsberg      | 325      |
| Attenzell     | 241      |
| Biberg        | 348      |
| Böhming       | 599      |
| Buch          | 174      |
| Dunsdorf      | 188      |
| Grösdorf      | 356      |
| Hirnstetten   | 179      |
| Irlahüll      | 250      |
| Kemathen      | 036      |
| Krut          | 065      |
| Oberemmendorf | 110      |
| Pfahldorf     | 431      |
| Schambach     | 060      |
| Schelldorf    | 564      |

Daarnaast horen ook de buurtschappen Birkthalmühle, Böllermühle, (Arnsberg-)Schloßhof en Regelmannsbrunn tot de gemeente.

## Bezienswaardigheden
- Burg Kipfenberg (12e en 13e eeuw) kasteel op de heuvel boven Kipfenberg
- Parochiekerk (1624-1647)
- Michielsbergkapel (16e tot 19e eeuw)
- Romeins Castellum en ruïnes van wachttorens en wallen in de omgeving van Kipfenberg

Adelschlag ·
Altmannstein ·
Beilngries ·
Böhmfeld ·
Buxheim ·
Denkendorf ·
Dollnstein ·
Egweil ·
Eichstätt ·
Eitensheim ·
Gaimersheim ·
Großmehring ·
Hepberg ·
Hitzhofen ·
Kinding ·
Kipfenberg ·
Kösching ·
Lenting ·
Mindelstetten ·
Mörnsheim ·
Nassenfels ·
Oberdolling ·
Pförring ·
Pollenfeld ·
Schernfeld ·
Stammham ·
Titting ·
Walting ·
Wellheim ·
Wettstetten